# Muerte y funeral de Francisco Flores

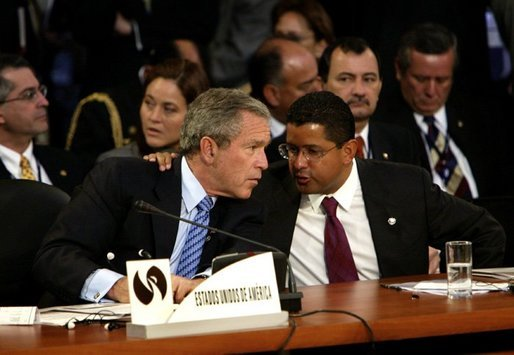
Francisco Guillermo Flores Pérez con George W Bush

La muerte de Francisco Guillermo Flores Pérez se refiere al deceso ocurrido el 30 de enero de 2016.

## Antecedentes
Los antecedentes del delicado estado de salud del expresidente se remontan al mes de octubre del año 2014, cuando se encontraba bajo detención preventiva, Flores fue internado de urgencia debido a una trombosis que sufría en una de sus piernas como también problemas en su vesícula. 
El 22 de diciembre de 2015, Flores sufrió una hemorragia interna por lo que tuvo que ser trasladado a un hospital privado.

## Muerte
El 24 de enero de 2016, mientras se encontraba en su domicilio particular, Francisco Flores se desmayó debido a que había sufrido un derrame cerebral causado por una obstrucción arterial. Fue llevado inmediatamente al Hospital de la Mujer en donde fue operado de urgencia.
El informe médico señalaba que los doctores le habían diagnosticado un coágulo de sangre en una arteria que lamentablemente lo inmovilizó la parte derecha de todo su cuerpo y lo mantuvo sin respuesta a estímulos. Es debido a eso que Francisco Flores habría sufrido una obstrucción que lo llevó a un derrame y posteriormente un paro cardíaco. 
Ya una vez en el hospital, el expresidente estuvo en una situación de estado de coma, permaneciendo durante 6 días seguidos conectado a un respirador artificial. Pero lamentablemente Francisco Flores no pudo resistir y falleció a las 21:50 p. m. de la noche del 30 de enero de 2016 cuando tenía 56 años de edad a casusa de un accidente cerebrovascular isquémico.